# Центральнобразильська область

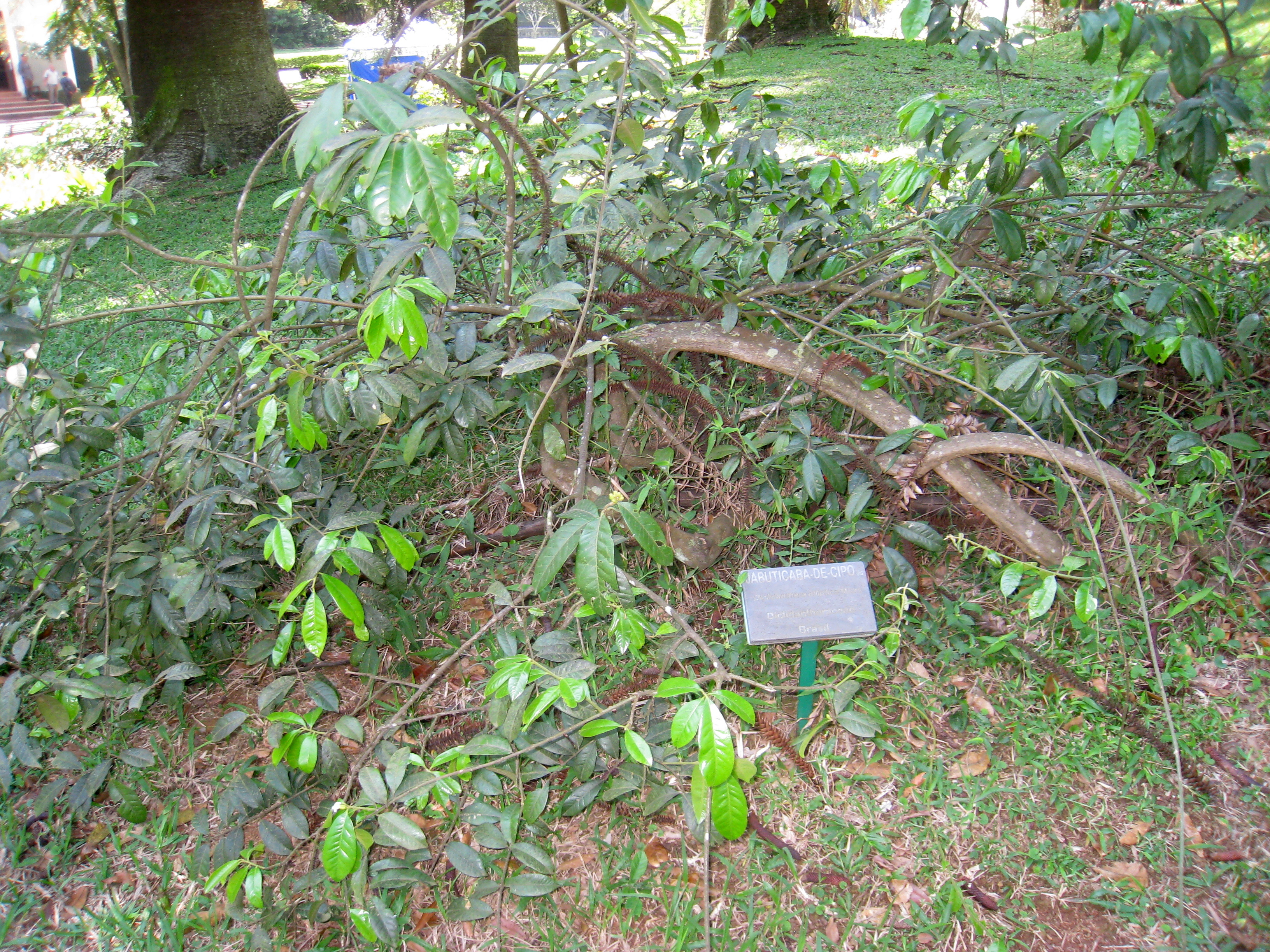
Дiклідантера

Центральнобразильська область — одиниця флористичного районування в біогеографії і екології. Входить у Неотропічне флористичне царство.
Область займає Бразильське нагір'я, Гран-Чако і острови Тріндаді і Мартин-Вас.
Ендемічні  родини відсутні, але є близько 400 ендемічних родів, у тому числі Diclidanthera з родини  істодових.